# Корчмид, Александр Николаевич
Александр Николаевич Корчмид (укр. Олександр Миколайович Корчмід; род. 22 января 1982, Каховка, Херсонская область) — украинский легкоатлет, специалист по прыжкам с шестом. Выступал за сборную Украины по лёгкой атлетике в 1998—2015 годах, чемпион и бронзовый призёр летних Универсиад, победитель и призёр первенств национального значения, участник двух летних Олимпийских игр. Мастер спорта Украины международного класса.

## Биография
Александр Корчмид родился 22 января 1982 года в городе Каховка Херсонской области Украинской ССР.
Занимался лёгкой атлетикой в Киевской области, представлял спортивное общество «Динамо».
Впервые заявил о себе на международном уровне в сезоне 1998 года, когда вошёл в состав украинской национальной сборной и выступил на Всемирных юношеских играх в Москве, где стал серебряным призёром в зачёте прыжков с шестом.
В 1999 году в той же дисциплине выиграл серебряную медаль на юношеском мировом первенстве в Быдгоще.
В 2000 году получил серебро на юниорском мировом первенстве в Сантьяго.
В 2003 году одержал победу на молодёжном европейском первенстве в Быдгоще. Будучи студентом, представлял Украину на Универсиаде в Тэгу, где превзошёл всех соперников в прыжках с шестом и завоевал золото.
В 2004 году принял участие в чемпионате мира в помещении в Будапеште. Благодаря череде удачных выступлений удостоился права защищать честь страны на летних Олимпийских играх в Афинах — в программе прыжков с шестом благополучно преодолел предварительный квалификационный этап, после чего в финале показал результат 5,55 метра и занял итоговое 16-е место.
В 2005 году стал чемпионом Украины, на соревнованиях в итальянском Роверето установил свой личный рекорд в прыжках с шестом на открытом стадионе — 5,81 метра. На Универсиаде в Измире взял бронзу.
На чемпионате Европы 2006 года в Гётеборге с результатом 5,60 стал шестым.
В феврале 2007 года на турнире в Донецке установил личный рекорд в прыжках с шестом в закрытых помещениях — 5,80 метра. Помимо этого, был четвёртым на чемпионате Европы в помещении в Бирмингеме, отметился выступлением на чемпионате мира в Осаке.
В 2008 году принимал участие в Олимпийских играх в Пекине — на сей раз на предварительном квалификационном этапе прыгнул на 5,45 метра, чего оказалось недостаточно для выхода в финал.
Весной 2009 года Александра Корчмида уличили в нарушении антидопинговых правил — его проба, взятая в феврале на турнире «Звёзды шеста» в Донецке, показала наличие эфедрина. Спортсмен объяснил, что в это время болел бронхитом и принимал лекарство, в котором содержалось запрещённое вещество. Он предоставил медицинские справки, рецепты и другие доказательства отсутствия злого умысла, поэтому избежал дисквалификации — Федерация лёгкой атлетики Украины ограничилась вынесением ему общественного порицания. Позже в этом сезоне Корчмид стал четвёртым на Универсиаде в Белграде, тогда как на чемпионате мира в Берлине провалил все попытки, не показав никакого результата.
В 2013 году участвовал в чемпионате Европы в помещении в Гётеборге и в чемпионате мира в Москве.
В 2015 году прыгал с шестом на чемпионате Европы в помещении в Праге.
Завершил спортивную карьеру по окончании сезона 2016 года.